# Parti protectionniste
Le parti protectionniste (The Protectionist Party) australien était un parti politique qui, de 1889 à 1909, soutint les mesures protectionnistes pour l'économie australienne. Il expliquait que l'Australie avait besoin de droits de douane élevés pour favoriser le développement de son industrie et favoriser l'emploi.

## Historique
Ce parti eut le plus d'influence au Victoria et dans les zones agricoles de la Nouvelle-Galles du Sud. Ses principaux leaders furent Sir Edmund Barton et Alfred Deakin qui furent respectivement premier et second Premier Ministre d'Australie.
En pratique, les Protectionnistes purent former un gouvernement avec l'appui du "Labor Party" sous la condition qu'ils voteraient les réformes sociales demandées par les travaillistes. Le programme travailliste cependant était souvent trop radical pour les Protectionnistes et le parti finit par éclater avec d'un côté les protectionnistes les plus libéraux tels qu'Isaac Isaacs et H. B. Higgins qui soutinrent le parti travailliste tandis que Deakin et les autres rejoignirent le "Free Trade Party" de George Reid.
Alors que le parti travailliste avait gagné deux fois les élections (en 1904 et de 1908 à 1909) en augmentant son électorat, les deux autres partis furent obligés de renforcer leur alliance. Deakin dut effacer sa forte antipathie envers Reid, et à l'issue d'âpres négociations, les deux anciens partis fusionnèrent pour former "the Commonwealth Liberal Party" en 1909.